# Pat Bolger
Patrick John „Pat” Bolger (ur. 31 stycznia 1948 w Alexandria, zm. 10 września 2024) – kanadyjski zapaśnik walczący w stylu wolnym i judoka. Dwukrotny olimpijczyk. Zajął piętnaste miejsce w Meksyku 1968 i ósme w Monachium 1972. Walczył w wadze piórkowej.
Wicemistrz igrzysk Brytyjskiej Wspólnoty Narodów w 1970. Brązowy medalista igrzysk panamerykańskich w 1971; czwarty w 1967 roku.
W judo zdobył brązowy medal na igrzyskach panamerykańskich w 1967 roku.

## Letnie Igrzyska Olimpijskie 1968
| Konkurencja      | Rundy eliminacyjne      | Rundy eliminacyjne  | Klas. końcowa |
| Konkurencja      | Przeciwnik I            | Przeciwnik II       | Miejsce       |
| ---------------- | ----------------------- | ------------------- | ------------- |
| 63 kg styl wolny | József Rusznyák (HUN) P | Petre Coman (ROU) P | 15.           |

## Letnie Igrzyska Olimpijskie 1972
| Konkurencja      | Rundy eliminacyjne    | Rundy eliminacyjne     | Rundy eliminacyjne  | Rundy eliminacyjne  | Klas. końcowa |
| Konkurencja      | Przeciwnik I          | Przeciwnik II          | Przeciwnik III      | Przeciwnik IV       | Miejsce       |
| ---------------- | --------------------- | ---------------------- | ------------------- | ------------------- | ------------- |
| 62 kg styl wolny | Kenneth Dawes (GBR) Z | Carlos Hurtado (PER) Z | Petre Coman (ROU) P | Vehbi Akdağ (TUR) P | 8.            |